# Воклюз (геологія)

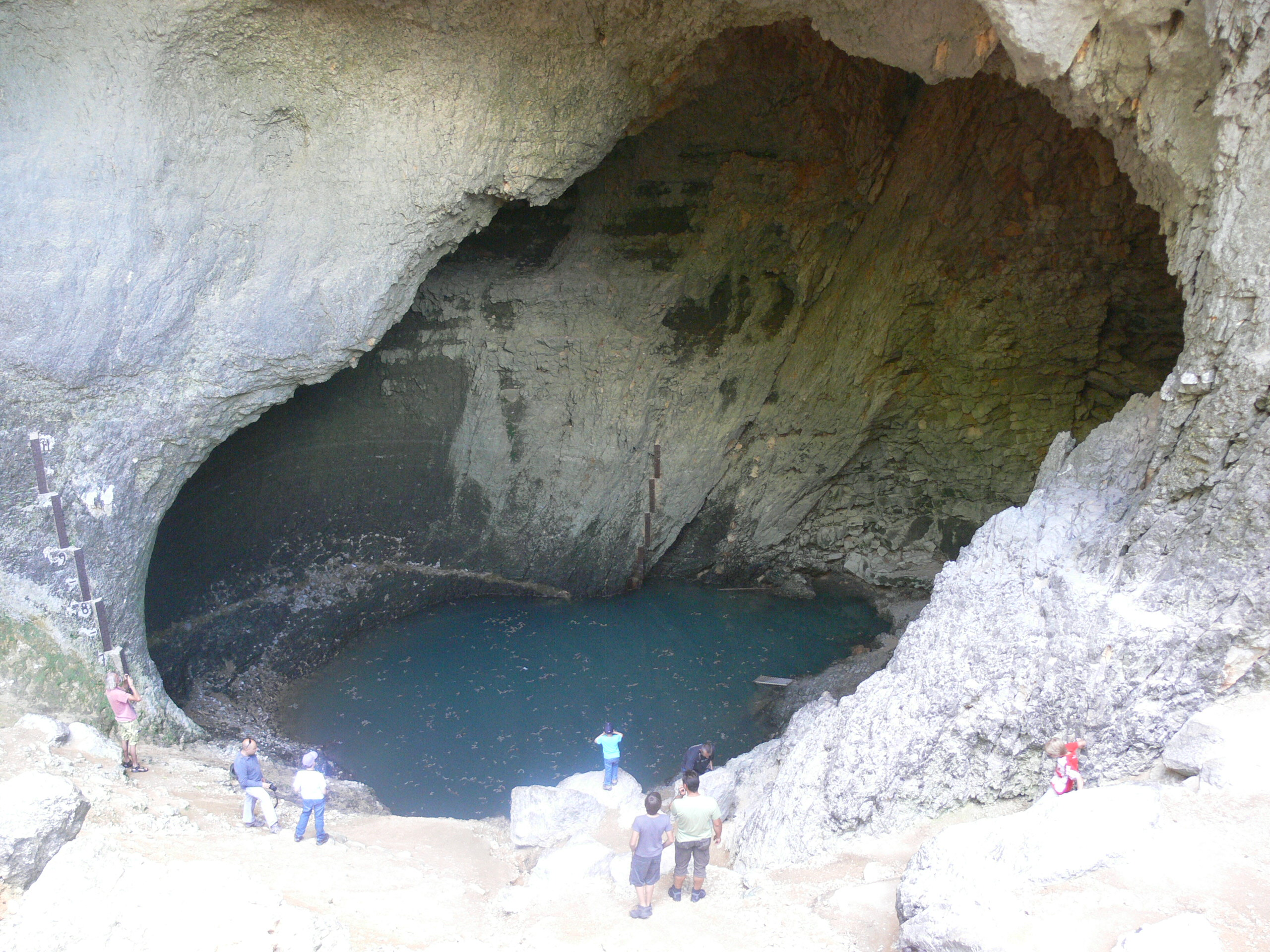
Воклюз

Воклю́з (воклюзьке джерело) — джерело сифонного типу в карстових областях. Є виходом на денну поверхню підземної річки. Такі джерела відзначаються потужною і постійною витратою води.
Назва походить від джерела Воклюз, яке розташоване в муніципалітеті Фонтен-де-Воклюз (Франція). Тут виходить на поверхню річка Сорг. Джерело Воклюз  — найглибше у світі, його глибина — 255 м.